# Gebrehiwot Baykedagn
Gebrehiwot Baykedagn (May Mesham, 1886 - 1919) é um dos mais celebrados intelectuais etíopes do século XX. É reconhecido por suas análises que buscaram um balanço das razões do que ele vê como a decadência histórica do povo Etíope diante do desenvolvimento europeu, rejeitando os modelos explicativos raciais, e propondo alternativamente as causas materiais e históricas do impasse Etíope moderno. Não obstante, é criticado em sua obra a reprodução das concepções Eurocentradas de progresso, motivando-o, como afirma Messay Kebede, a realizar um leitura negativa da história da Etiópia, considerando suas especificidades em relação a países europeus como desvios obstáculos a serem solucionados. Lhe foi atribuida a alcunha de Japonizador (en: Japanizers), em razão do tipo de projeto modernizante e soberano que defendeu, comparado àquele que animou os intelectuais da restauração Meiji.

## Biografia
Baykedagn nasceu em May Mesham, perto da cidade de Aduá, em 30 de julho de 1886. Ele cresceu em uma missão suéca na Eritreia durante a crise alimentar etíope de 1888 a 1892, que, combinada com as guerras, havia causado um efeito destrutivo no Tigrai. Baykedagn foi parar acidentalmente num barco que o levou para a Europa, onde foi adotado por uma família rica da Áustria. Lá ele aprendeu alemão e frequentou as instituições de ensino austriacas, iniciando estudos em medicina na Universidade de Berlim. Mais tarde Baykedagn retornou à Etiópia, onde se tornou secretário e interprete do imperador Menelik. Cumpriu também outras importantes funções administrativas, como inspetor da estrada de ferro Addis Ababa-Djibouti, até à sua morte prematura.

## Obra e Pensamento
Publicou dois trabalhos maiores em amárica Mengistna ye Hizb Astadadar (Estado e economia na Etiópia do início do século XX) e Atse Menilik na Ethiopia (O Imperador Menelik e a Etiópia), que tem como tema comum o problema da modernização da Etiópia, onde Baykedagn ensaia diversos caminhos para a modernização do país, como também desenvolve análises das raizes históricas do atrasado que percebe na sociedade Etíope. Nessas análises o autor se aproximou de maneira notória dos conceitos posteriores de dependência como resultado de certas formas de modernização. Baykedagn era interessado acima de tudo, como outros conterrâneos de educação ocidental, pelo 'enigma Etíope' - a decadência da Etiópia de seu antigo status de uma grande civilização afro-asiática - e se questionava pelas razões desse processo e as condições de sua superação. Ele elaborou, nessas análises, paralelos com teorias europeias da história enquanto estrutura de estágios universalmente comuns. Por essa ênfase na história universal e sua estrutura evolucionária, Baykedagn é reconhecido como um adepto do Eurocentrismo na cultura intelectual Etíope. Não obstante, sua leitura do atraso, que rejeita hierarquias raciais como modelo explicativo, e se dedica alternativamente à estudar os obstáculos e prevenções ao livre desenvolvimento dos povos, é valorizada enquanto uma antecipação da crítica ao racismo que será formulada décadas após suas morte.